# Федорчак-Ткачова Марія Василівна
Федорчак-Ткачова Марія Василівна (9 жовтня 1911 , Львів, Львівський повіт, Королівство Галичини та Володимирії, Австро-Угорщина  — 1 липня 1986 , Львів, Львівська область, Українська РСР, СРСР ) — українська вишивальниця та художник-модельєр. Член Спілки художників УРСР (1962). Заслужений майстер народної творчості УРСР (1972).

## Біографія
Народилася 9 жовтня 1911 року у Львові в сім'ї Катерини та Василя Федорчаків. Після закінчення в 1934 р. ІІІ-го Учительського семінару Марія навчається у фаховій школі у Львові, де протягом трьох років удосконалювалося закладене мамою уміння вишивати, малювати. У пригоді став досвід, здобутий під час літніх подорожей рідним краєм, де вивчалися особливості вишивки та етнографії не тільки кожного регіону, а й кожного села. Після закінчення отримує диплом художника з прикладного мистецтва з додатковими заняттями співу та гри на скрипці. 
У 1938 р. виходить заміж за Олександра Благітку, за Ткачова М. П., майстра карбування та різьби по дереву. Контактуючи з митцями Львівської спілки художників, у Марії виникає ідея популяризувати українську народну вишивку, застосувати її у сучасному одязі, у побуті. Щоб ідея знайшла своє майбуття у широкому використанні й стала реальністю, майстриня протягом 1961—1964 рр. викладає предмет художньої вишивки та моделювання одягу у Львівському державному університеті ім. І. Франка. Одночасно інтенсивно працює над створенням власних сучасних моделей із застосуванням регіональних вишивок та елементів народного крою, над інтер'єрним оздобленням (подушки, скатертини, серветки, рушники, обкладинки до «Кобзаря» Т. Шевченка, до творів Лесі Українки тощо).
Із 1960 р. бере участь у багатьох міських, обласних, республіканських, всесоюзних та міжнародних виставках. З 1962 р. — член Спілки художників УРСР. Наполеглива праця та набуті знання виробили індивідуальний стиль художниці, етнографічні традиції сміло поєднувалися із тенденціями тодішньої епохи. Кожна річ, виготовлена нею, була унікальною Взявши за основу традиції вишивок Полтавщини, Сумщини, Федорчак-Ткачова започаткувала унікальне вишиття білими нитками на білому матеріалі у модельному одязі з прецезними мережками та геометричними візерунками. До 100-річчя від дня народження Лесі Українки художниця вишила панно за мотивами «Лісової пісні» та жіночу блузу з таким самим орнаментом, який вишивала сама поетеса.
В останні роки свого життя Марія Василівна приділяла багато уваги передачі свого досвіду вчителям праці Львівщини, читала лекції і проводила практичні заняття на курсах підвищення кваліфікації, була незамінним членом комісії, що приймали екзамени з праці у школах з поглибленим вивченням вишивки. Після важкої хвороби у віці майже 75 років Марія Федорчак-Ткачова відійшла у вічність. Похована на Сихівському кладовищі
«… Як треба любити свій народ, глибоко знати його культуру», «… яке треба мати велике серце, золоті руки, щоб вмістити в ньому стільки сонця, стільки любові до рідного краю», «… творити невтомно таку красу, добро і дарувати їх людям на радість», — із записів у книзі відгуків відвідувачів Другої республіканської персональної виставки художниці, що відбулася у листопаді 1974 року, на якій було представлено 130 робіт — результат п'ятирічної праці. На цій виставці Марія Василівна вже фігурувала як Заслужений майстер народної творчості УРСР, це звання їй було присвоєно 2.06.1972 р.
«…Пошук і ще раз пошук. Це найголовніше у житті Марії Василівни. Створення сучасного одягу з народною вишивкою, пошуки нових інтер'єрів… З 1958 року художниця є постійним учасником всіх виставок прикладного мистецтва: обласних, республіканських, союзних, світових. І на кожній з них вона здобула велику подяку відвідувачів, захоплених її прекрасним мистецтвом… Вже сотні відвідувачів побували на цій унікальній виставці народної вишивки… тут представлено більше 130 творів ручної вишивки, що представляють майже всі етнографічні зони нашої республіки… Це велична пісня на полотні. Пісня краси, народу, праці!» С. Гайдук, «Вісті з України»  № 29, липень 1974 року

## Участь у виставках
- 1961 р. — художня виставка пам'яті Т. Шевченка, присвячена сторіччю з дня смерті;
- 1964 р. — ювілейні виставки до 150-річчя від дня народження Т. Шевченка у Києві та Москві;
- 1965 р. — на запрошення Українського музею народного прикладного мистецтва (м. Київ) Перша республіканська персональна виставка;
- 1965 р. — виставка українського народного декоративного мистецтва під час днів української культури в Угорщині, м. Будапешт;
- 1965 р. — виставка українського народного декоративного мистецтва під час днів української культури в Німецькій Демократичній Республіці;
- 1967 р. — ювілейні виставки у Києві та Москві до 50-річчя Жовтневої революції;
- 1967 р. — міжнародна виставка декоративного мистецтва «Експо-67» у Канаді;
- 1968 р. — виставка українського народного декоративного мистецтва під час днів української культури в Чехословаччині в містах Братиславі, Жиліні, Кровлі;

- 1970–1972 рр. — виставка в США «Народне мистецтво народів СРСР»;
- 1971 р. — міжнародна виставка в Японії «Експо-71»;
- 1971 р. — виставка передового досвіду в народному господарстві Української РСР, м. Київ; 1972 р. — міжнародна виставка народного декоративного мистецтва в Канаді, м. Монреаль;
- 1973 р. — Всесоюзна виставка «Декоративно-прикладне мистецтво України», м. Москва;
- 1974 р. — виставки «Українське народне мистецтво» в Ризі та Таллінні;
- 1974 р. — за планом Спілки художників України — Друга республіканська персональна виставка, м. Київ;
- 1974 р. — фестиваль української культури в Алтайському краї РРФСР;
- 1974 р. — виставка під час Пленуму творчих спілок УРСР, м. Київ;
- 1975 р. — виставка народного прикладного мистецтва у містах Франції;
- 1975 р. — виставка народного прикладного мистецтва в Москві;
- 1976 р. — виставка досягнень народного господарства України, м. Київ

## Урядові відзнаки
- Нагороджена медалями «За доблесну працю» (1970 р.) та «Ветеран праці», Почесною грамотою Президії Верховної Ради Української РСР (1977 р.)
- Заслужений майстер народної творчості УРСР (1972)